# جوني دود
جوني دود (بالإنجليزية: Johnny Dodd)‏ هو لاعب دوري الرغبي نيوزيلندي، ولد في 16 مارس 1928، وتوفي في 25 أكتوبر 2007.